# Mobad
Un mobed o mobad es un sacerdote zoroástrico de elevado rango. A diferencia de un herbad (ervad), un mobed puede oficiar recitando la Yasna en ceremonias. También puede formar a otros sacerdotes.
En el uso popular, el término se ha extendido para cualquier sacerdote. Por ejemplo, Ormuz I llamó a Kartir moabadan-moabad, frecuentemente traducido como 'sacerdote de sacerdotes', pero más exactamente 'sumo sacerdote de sumos sacerdotes'.
El término mobed es una contracción del persa medio magu-pati, aparentemente derivando del avéstico maga- o magu- (de significado incierto), y del también avéstico -paiti "maestro" o "profesor". A través del antiguo persa magush y del griego antiguo μάγος magos, el iranio magu- es usualmente considerado como el origen de la palabra latina magus,  "mago". 
Siguiendo la tradición, los sacerdotes zoroástricos en la India deben ser hombres, pero entre los fieles de Irán y América del Norte se han ordenado desde inicios del siglo XXI mobedyar, mujeres mobed.